# Seppo (chanteuse camerounaise)
Pour les articles homonymes, voir Seppo (homonymie).
Seppo ou Alexandra Seppo, de son nom complet Bito Seppo Alexandra Hortence est une chanteuse camerounaise née le 6 septembre et est originaire de Dibombari. Elle chante en français et en Duala.

## Biographie

### Enfance et début
Seppo est la première d'une famille de quatre filles. Elle développe une passion pour la musique dès l'âge de 8 ans, influencée par des artistes comme Ben Decca, ainsi que par le style musical traditionnel camerounais, le Makossa.Elle est titulaire d'une licence professionnelle en informatique industrielle et automatismes.
Seppo commence à se faire connaître en faisant des reprises de chansons célèbres, notamment celles de Ben Decca et de Gaz Mawete, avant d'être repérée et signée chez Stevens Music Entertainment une maison de disque camerounaise.

### Carrière
Alexandra Seppo commence sa carrière musicale de manière progressive, en participant à plusieurs concours et compétitions musicales
En 2018 et 2019, Seppo participe à des concours comme Mutzig Star, une compétition de chant, elle est éliminée en raison de son jeune âge. Elle participe également à la compétition King and Queen Karaoké, et termine deuxième.
Grâce à ses reprises de chansons célèbres, notamment celles de Ben Decca Mama ooh mba elle se fait connaitre par le grand public : une jeune qui chante la makossa une musique de ''vieux''. Alexandra Seppo accompagne aussi plusieurs artistes sur scène.
En 2022, elle est repérée par son label actuel, Stevens Music, lors d'une performance sur un classique du makossa, Ndol'am de l'artiste Ben Decca. Dès lors, elle sort plusieurs singles ainsi que plusieurs collaborations. En parallèle, Seppo concilie sa passion pour la musique avec ses études en informatique, avant de finalement choisir de se consacrer pleinement à sa carrière musicale.
Son premier album de 14 titres intitulé Seppo sort en avril 2024, un album qui reflète ses sources d'inspiration et sa quête d'identité. En octobre de la même année, Seppo présente son premier album en concert live à l'institut français du Cameroun à Douala.

## Vie personnelle
Seppo partage publiquement certaines expériences personnelles, notamment lors d'une interview où elle a parlé de sa première expérience amoureuse à l'université. Elle affirme également avoir abandonné un poste très rémunérateur pour poursuivre sa carrière musicale.

## Discographie

### Album
- 2024 : Seppo[10]

### Singles
- 2023 : compliqué
- 2023 : Toquer goûter
- 2023 : Mon Ex
- 2022 : Amitié
- 2022 : Sokolo

### Collaboration
- 2024 : Mama Oh Mba, avec Ben Decca
- 2022: Je t'aime, avec Cysoul